# قازاق (كسبي)
قازاق هي بلدة في مقاطعة كسبي في ولاية قشقداريا في أوزبكستان.